# 일류신 Il-62
일류신 Il-62는 러시아 항공 설계국 일류신이 개발한 4발 장거리용 제트 여객기이다. 주로 소비에트 연방, 독일민주공화국, 조선민주주의인민공화국, 중화인민공화국, 폴란드, 헝가리, 루마니아, 불가리아, 체코슬로바키아, 쿠바, 베트남 등 주로 공산권 국가 소재 항공사를 중심으로 사용된 항공기이다.
최초의 취항시기는 1963년이었고 1995년에 생산이 종료되었다.
또한 개량형 버전은 Il-62M과 Il-62MK, 그리고 Il-62M을 기반으로 만든 화물기인 Il-62Mgr 등 2종류의 버전이 있다.

## 특징
1950년대 중반, 미국의 보잉사와 더글러스사가 각각 보잉 707이나 더글러스 DC-8이 한창 취항하고 있을 무렵, 소련에서는 장거리 취항에 알맞은 항공기를 고르는데 적합한 항공기를 찾느라 정신이 없자, 영국의 빅커스 사가 개발한 VC-10을 모체로 하여 개발된 것이 그의 시초였다. 

## 북한
참매 1호라고 불리며, 김정은 전용기로 사용된다. 김여정을 비롯한 평창 동계올림픽 북한 고위급 대표단이 일류신 62를 타고 한국을 방문했다.

## 제원

### 일반 특성
- 승무원: 조종사 3-5 명, 객실 4-8 명
- 승객: 168-186 명
- 날개폭: 43.20 m (141 ft 9 in)
- 길이: 53.12 m (174 ft 3½ in)
- 높이: 12.35 m (40 ft 6¼ in)
- 날개면적: 279.55 m² (3,009 sq ft)
- 경하중량: 71,600 kg (157,848 lb)
- 최대이륙중량: 165,000 kg (363,760 lb)
- 연료량: 105,300 L (27,817 갤런)
- 엔진: 4 × Soloviev D-30KU 터보팬, 107.9 kN (24,250 lbf) 각각

### 성능
- 최고속도: 900 km/h (486 knots, 560 mph)
- 항속거리: 10,000 km (5,400 nmi, 6,215 mi), 10,000 kg (22,000 lb) 화물탑재시
- 상승한도: 12,000 m (39,400 ft)
- 상승률: 18 m/s (3,540 ft/min) (Il-62)

## 주요 고객
- 고려항공 (국가 전용기)
- 달라비아 항공
- 도모데도보 항공
- 쿠바나 항공

## 이전 소유 항공사
- LOT 폴란드 항공
- SAT 항공
- 아에로플로트
- 우즈베키스탄 항공
- 중국민용항공총국
- 체코슬로바키아 항공
- 크라스 항공

## 사건 및 사고
- 1983년 조선민항 일류신 Il-62 추락 사고

## 같이 보기
- VC-10
- 보잉 707
- 더글러스 DC-8